# De zondagsjongen
De zondagsjongen is een Nederlandse film uit 1992 van Pieter Verhoeff, gebaseerd op het boek De zondagsjongen van Cherry Duyns. De film heeft als internationale titels The Sunday Boy of The Sunday Child.

## Acteurs
| Acteur                  | Personage                |
| ----------------------- | ------------------------ |
| Rik van Uffelen         | Anton - 44 jaar          |
| Tom van Hezik           | Anton - 8 jaar           |
| Magdalena Ritter        | Moeder                   |
| Toon Agterberg          | Vader                    |
| Franz Braunshausen      | Otto                     |
| Gerard Thoolen          | Buschmann                |
| Vastert van Aardenne    | Anton - 22 jaar          |
| Ann Hasekamp            | Grootmoeder              |
| Sonya Bayer             | Angelika                 |
| Robert Zimmerling       | Grootvader in Duitsland  |
| Malvina Möller-Bradford | Grootmoeder in Duitsland |
| Ivo Dolder              | Sturm                    |
| Georg Vietje            | Winckler                 |